# Santa Cruz, California
Santa Cruz este un oraș în comitatul Santa Cruz, statul California, SUA. Orașul se află amplasat la altitudinea de 11 m deasupra n.m. pe malul Pacificului, are o suprafață de 40,4 km² din care 32,5 km² este uscat și avea în anul 2000, 54.593 loc.

## Istoric
Pe locul orașului se afla o așezare amerindiană, prin secolul XVIII (1791) a fost înființată la gura de vărsare a lui San Lorenzo, o misiune spaniolă (Mission Santa Cruz) de Padre Fermín Lasuén. În 1818 locuitorii misiune părăsesc locul, din cauza piraților și a deținuților eliberați. Prin secolul XIX prin sosisirea coloniștilor scoțieni, italieni, portughezi și chinezi, a început să crească numărul locuitorilor din Santa Cruz.

## Date economice și culturale
În oraș există o universitate cunoscută prin programul de cercetare în astrofizică și a mediului marin.
În oraș se produc mai ales articole sportive (O'Neill și Osprey). De asemenea în regiune există firme cu o tehnologie înaltă de producere de calculatoare. Orașul este cunoscut ca o atracție turistică pentru iubitorii sporturilor nautice, aici au loc întreceri sportive, orașul fiind numit și "Surf City USA".

## Personalități marcante
- Jeff Ballard - baterist
- Cornelius Bumpus - muzician
- Beverly Garland - actor
- Manu Intiraymi - actor
- Donny McCaslin - saxofonist
- Jonna Mendes - schioară
- Marisa Miller - model
- Chris Sharma - alpinist
- Ted Templeman - muzician